# 韦让
韦让（？—？），唐朝官员，唐宪宗的驸马。
韦让为驸马都尉，尚唐宪宗女郑国温仪公主。开成四年（839年）十二月，光禄卿、驸马都尉韦让为澧州长史，公主随行。驸马都尉韦让求为京兆尹，周墀说京兆尹非才望不可为, 韦让之议最后搁置。韦让居宅在长安怀贞坊。大中三年（849年），韦让侵街造舍，被有司举劾，诏令毁拆。唐宣宗时韦让为义成军节度使。《全唐诗》有韦让之诗一首《八月十四日月夜》：“中秋垂一宿，延颈望金波。素魂虽微缺，清光已觉多。”